# Arabis armena
Arabis armena är en korsblommig växtart som beskrevs av Nikolaj Adolfovitj Busj. Arabis armena ingår i släktet travar, och familjen korsblommiga växter. Inga underarter finns listade i Catalogue of Life.